# Big Bend (Flórida)

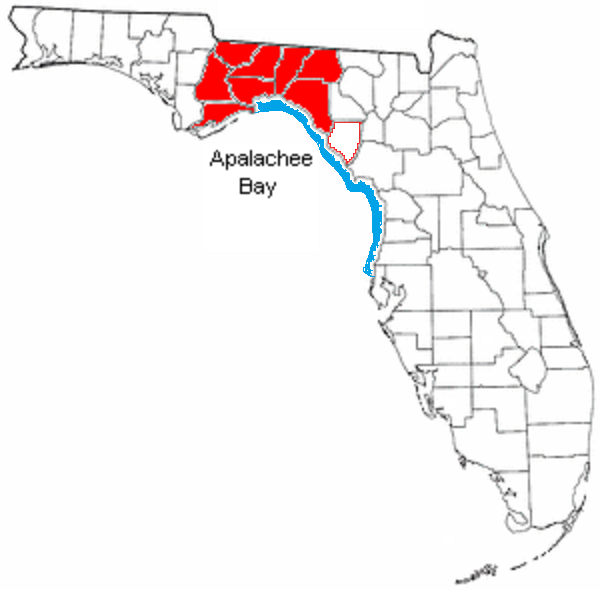
Este mapa mostra a Big Bend Coast da Flórida em azul e a região de Big Bend em vermelho

A região de Big Bend da Flórida, Estados Unidos, é uma região informal do estado. Diferentes definições da região incluem condados que se estendem pelo norte da Flórida, do Rio Apalachicola ao Rio St. Johns. A Big Bend Coast, no entanto, é a costa pantanosa sem ilhas-barreira que se estende ao longo da costa do Golfo do México na Flórida, do rio Ocklockonee (Wakulla) até Anclote Key (Pasco).
Visit Florida, a corporação oficial de marketing de turismo do estado, usa várias definições da região, incluindo apenas quatro condados, condados de Jefferson, Taylor, Dixie e Levy, em uma definição, e 12 condados, incluindo Levy, Dixie, Gilchrist, Lafayette, Suwannee, Columbia, Hamilton, Baker, Union, Bradford, Clay e condados de Putnam, em outro. O Big Bend Scenic Byway é uma rota marcada pelos condados de Franklin, Leon e Wakulla.
Agências privadas que se identificam como servindo a região de Big Bend geralmente incluem os condados de Franklin, Gadsden, Jefferson, Leon, Liberty, Madison, Taylor e Wakulla em suas áreas de serviço. A principal cidade da região é Tallahassee.
A Big Bend Coast é a costa pantanosa que se estende por cerca de 350 km (220 mi) da foz do rio Ocklockonee ao redor da baía de Apalachee e descendo a costa oeste da península da Flórida até Anclote Key. Este trecho de costa inclui as costas dos condados de Wakulla, Jefferson, Taylor, Dixie, Levy, Citrus, Hernando e Pasco. A Big Bend Coast é uma região cárstica submersa, coberta por pântano salgado. Inclui nascentes de água doce, recifes de ostras e o delta do rio Suwannee. Existem ilhas barreira a oeste do Rio Oklockonee e ao sul começando com Anclote Key, mas não há ilhas barreira entre esses lugares. A Big Bend Coast tem pouca ou nenhuma areia ou lama. A topografia cárstica produziu uma superfície rochosa irregular, frequentemente exposta. Devido à largura da plataforma continental adjacente (mais de 150 km (93 mi)), declive de baixo gradiente da costa (1: 5000), e abrigo da direção usual dos ventos das tempestades, a Big Bend Coast está geralmente sujeita à baixa energia das ondas. A costa está sujeita a tempestades.